# Tătărași, Iași

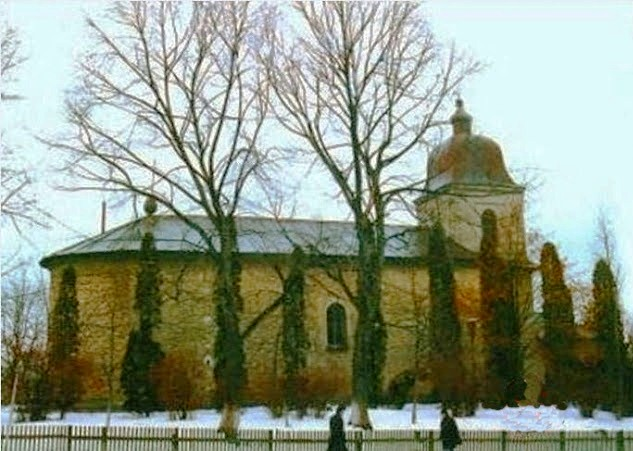
Biserica „Sfântul Vasile”

Biserica „Sfântul Gheorghe” din Cimitirul „Eternitatea”

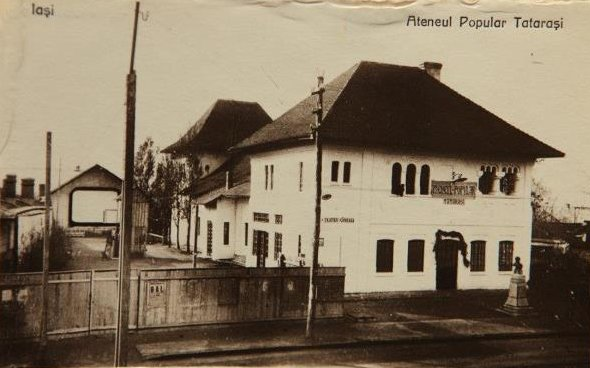
Vechiul Ateneu Popular „Tătărași”

Tătărași este un cartier  al municipiului Iași. Cartierul este împărțit în 2 zone: Tătărași Nord și Tătărași Sud.

## Etimologie
Cuvântul tătăraș este diminutivul cuvântului tătar.

## Geografie
Cartierul Tătărași se află în partea de est a orașului Iași. Prin Tătărași trec râurile Ciric și Bahlui.

## Istoric
Tătărași a fost populat si modernizat intens în secolul al XVIII-lea.
Cartierul ieșean Tătărași își trage numele și istoria din vremuri îndepărtate, încă de când Moldova era pârjolită periodic de către popoarele invadatoare. Astfel tătarii, căci de la ei provine numele, aveau drumul lor prin codrii din zonă în drumul spre Iași unde mergeau cu gânduri războinice. Treceau Prutul prin zona Ungheni pe unde erau locuri cu apă mică și se aciuau în pădurile de pe dealul Tătărașilor așteptând momentul prielnic. Dealtfel o legendă spune că o oaste tătară a hotărât la un moment dat să se stabilească în vecinătatea cimitirului evreilor de unde nu au mai plecat formând comunitatea ciurchenilor, numele provenind de la kirchizi, un neam tătăresc foarte aprig și războinic. Apoi, undeva prin secolul al XVII-lea, călugării de la Biserica Nicoriță, care se află în latura estică a orașului și anume în latura Tătărașilor, primesc de la domnitorul Miron Barnovschi pentru a-și spori veniturile un loc al lor pe care să-l gestioneze și să prospere cartierul. Astfel se ridica pe dealul Tătărași un han, circa 20 de case, un heleșteu pentru pește (lacul Ciric) astfel cartierul începând să crească ajungând să se unească cu orașul la apus prin valea Căcainei iar spre nord cu Rufenii. În timp, zona a ajuns unul din marile cartiere ale Iașiului, ceea ce l-a determinat pe inimosul și filantropul primar ieșean Scarlat Pastia, să-și doneze terenul din Ciric de la Viile lui Dragoș pentru a înființa un nou cimitir care să facă față populației din zonă. Astfel în secolul al XIX-lea ia ființă și cel mai mare cimitir pe care l-a avut Iașiul și anume Cimitirul „Eternitatea”. S-au construit fabrici, școli, grădinițe în Tătărași cu timpul, acesta ajungând să aibă populație cam cât un orășel mediu al României.

## Repere notabile
- Tătărași Nord:
  - Râul Ciric
  - Biserica „Sfântul Vasile”, zidită pe la anul 1760, monument istoric; strada Vasile Lupu 38
  - Biserica „Sfântu Gheorghe” - construcția bisericii a fost realizată între anii 1872-1873.
  - Cimitirul „Eternitatea”, este cel mai mare cimitir din municipiul Iași, aici, sunt înmormântate numeroase personalități. Cimitirul datează din 1876; strada Eternității nr. 121
  - Școala Generală „Bogdan Petriceicu Hașdeu” - este atestată documentar din 1897, ca școală primară “Spiru Haret”. După 1990, Școala Generala Nr. 22 Iași, a devenit școala “Bogdan Petriceicu Hașdeu”.[3] Adresă: strada Ion Creangă 27
  - Ateneul din Iași, inaugurat pe 25 aprilie 1920 sub numele de Ateneul Popular „Tătărași”; strada Ion Creangă nr. 14
  - Liceul Teoretic „Alexandru Ioan Cuza” - înființat în septembrie 1955, sub numele de Școala Medie Mixtă nr. 3. Devine Școala Medie Mixtă nr. 7, denumire sub care o găsim până în 1959 când i se atribuie numele de Liceul nr. 7 „Al. I. Cuza”;[4] adresa: strada Ion Creangă 37

- Tătărași Sud:
  - Râul Ciric
  - Râul Bahlui
  - Parcul Tătărași
  - Biserica „Sfântul Nicolae”-Ciurchi (1813), monument istoric; strada Vasile Lupu 70, IS-II-m-B-20932
  - Școală tip „Spiru Haret” (începutul secolului XX), monument istoric; strada Vasile Lupu 63, IS-II-m-B-04088
  - Școala „Ionel Teodoreanu”, înființată la 1 septembrie 1965, fosta Școala generală Nr. 4; strada Vasile Lupu 110B.
  - Spitalul Clinic de Urgență pentru Copii „Sfânta Maria”, înființat în 1970; strada Vasile Lupu 62.
  - Esplanada Oancea

## Transport
- Tramvaie: 1, 3, 11, 13
- Autobuz: 18, 20, 27, 47,
- Microbuz: 48